# Phare du cap Leeuwin
Pour les articles homonymes, voir Leeuwin.
Le phare du cap Leeuwin est un phare australien qui se dresse à l'extrême pointe du cap Leeuwin, en Australie-Occidentale proche de la ville de Augusta.
C'est le phare le plus au sud-ouest du continent australien.

## Description
C'est une tour de pierres calcaires locales peinte en blanc de sept étages reliés par un escalier de 186 marches.

## Histoire
Construit entre 1895 et 1896 selon les plans de William Douglass, le phare est inauguré en 1896 par John Forrest.